# Kusttopi
De kusttopi (Damaliscus lunatus topi) is een ondersoort van de lierantilope. De kusttopi komt voor in Kenia, in de Lamu County, Garissa County en Tana River County. Vroeger werden ze ook gezien in zuidelijk Somalië in de riviermoerassen van de Shebelle en Jubba en rond het Badanameer. In 1999 bestond de totale populatie uit ongeveer 100.000 individuen en de huidige populatie bestaat uit 4.000 tot 6.000 individuen.